# Друга битка за Канпур
Друга битка за Канпур (енгл. Second Battle of Cawnpore), британска победа током Индијског устанка 1857. године.

## Позадина
Након што је главнина британске војске (око 5.000 људи) под генералом Колином Кембелом из Канпура кренула да ослободи Лакнау, у граду је са јаком посадом остао генерал Чарлс Виндам, са наређењем да се држи у дефанзиви и чува град и мост на реци Ганг. Британска посада састојала се од 5 делимично попуњених пешадијских пукова, 100 коњаника, неколико опсадних оруђа, 12 пољских и два поморска топа, у свему преко 2.000 људи.
Док је британска главнина била ангажована код Лакнауа, разне устаничке јединице прикупљале су се за напад на Канпур. Поред слабо наоружаних сељака, које су довели побуњени земиндари, главна снага устаника састојала се из обучених трупа које су чинили остаци сепоја из Динапура (око 3.000 људи) и један део Гвалиорског контингента (око 10.000 људи), приватне војске Махараџе Синдијаха из Гвалиора која је била обучена на европски начин. Иако је сам Махараџа остао веран Енглезима, већи део његове војске пришао је побуњеницима. Ове устаничке јединице биле су добро наоружане и снабдевене артиљеријом.

## Битка
На вести да се устаничке трупе из Гвалиора приближавају граду, генерал Виндам им је 26. новембра изишао у сусрет и потукао њихову претходницу. Сутрадан је стигла устаничка главнина са топовима, али је генерал Виндам одлучио да им поново изађе у сусрет са 1.200 пешака, 100 коњаника и 8 топова. Британска војска се распоредила на отвореном пољу без икаквог заклона, на мање од 400 метара од ивице шуме, која је пружила нападачима сигуран заклон. Устаници су из шуме засули британске јединице густом артиљеријском ватром, што је након петочасовног бомбардовања натерало мању британску војску на панично повлачење у утврђени логор, док су устаници поново заузели Канпур. Због бекства коморџија део британске коморе и пртљага пао је у руке устаникаː заробљено је 15.000 Мињеових фишека и благајна интендантуре. Устаници су 28. новембра добили појачање из Битура и напали британски логор, али су одбијени. Једна британска чета која је извршила испад и заглавила три устаничка топа изгубила је 60 људи. Битку је преокренуо повратак британске главнине из Лакнауа са генералом Кембелом, који је стигао 28. новембра увече и повратио ред. Сурадан ујутро ојачана британска војска је успешно потиснула устанике од утврђеног логора и моста и утврдила се на новим положајима. Након што је евакуисао рањенике и цивиле спасене из Лакнауа у Алахабад, генерал Кембел је 6. децембра прешао у напад и потукао устанике готово без икаквих губитака, запленивши све њихове топове и комору и гонећи их 14 mi (23 km).